# サウスベイ・ストラット―ドゥービー・ブラザーズ「サウスベイ・ストラット」のためのBGM
『サウスベイ・ストラット―ドゥービー・ブラザーズ「サウスベイ・ストラット」のためのBGM』は、村上春樹の短編小説。

## 概要
| 初出     | 『トレフル』1982年2月号                 |
| 収録書籍 | 『カンガルー日和』（平凡社、1983年9月） |

村上は本短編について次のように述べている。
「いちいち断るまでもないだろうが、これはチャンドラーの初期の短編小説に捧げるオマージュである。内容的には何の意味もない。ただの文体の羅列。でも書いている時はけっこう楽しかった」

## あらすじ
サウスベイ・シティーにあってはレイン・コートよりはやくざの数の方がずっと多いし、雨傘よりは注射器の数の方が多い。この街で永遠に若いと言えそうなのは死んだ若者だけだ。
私がサウスベイにやってきたのは一人の若い女を捜し出すためだった。私は女の写真を手にサウスベイ一帯のバーとクラブを三日かけて歩いて回り、ホテルの部屋に閉じこもってビール缶をかたっぱしから空け、反応が現れるのを待った。何かを待つというのは結構辛い作業である。二日も三日も部屋の中で待ちつづけるうちに神経が少しずつ狂い始める。そのようにして多くの人々がカリフォルニア州における私立探偵の平均寿命を下げることになる。
三日目の午後、とびきりの金髪とロケットのような乳房をもった女が現れた。手紙の話を女に持ち出すが女は思い出せないという。
それは罠だった。ベッドのかげに腹ばいになるのと入れ違いに機関銃の弾丸がジーン・クルーパのドラム・ロールのような音をたてて部屋にとびこんできた。しかし悪党どもは少し遅れてやってきた警官たちによって制圧される。
「もう来ないのかと思ったぜ」と私はどなった。オバニオン警部は間のびした声で「ただ少ししゃべらせてみたかったのさ。君は実に見事にやったよ」と言った。

## レイモンド・チャンドラーの作品に登場する架空の都市「ベイ・シティー」
本短編の舞台であるサウスベイ・シティーは、チャンドラーの作品に登場する「ベイ・シティー」が設定の元になっている（以下は、チャンドラーの小説の中の関連がある部分）。
- 「よろしい、ここは良い街だ。シカゴだって同じさ。マシンガンなんか一度も目にせず、そこで長生きすることもできるだろう。なにしろまともな街だからね。ロサンジェルスなんかの方がむしろ腐敗の度合いは深いかもしれない。しかしどれだけ金を積んでも大都市のすべてを買い取ることはできない。買い取れるのは一部に過ぎない」[2]

- 彼はテーブルの角を厳しい目で睨んでいた。「ベイ・シティーで」とそろりと言った。

「唄にでてくるような地名だな。汚れたバスタブの中で歌う唄だ」
- 「海岸べりの――ベイ・シティ――で起こった事件のひとつさ。あの町はこのまえの市長選挙でまた腐敗したという噂だが、うちの署長の住居があっちなので、ま、お世話もしておきたいわけだ。選挙問題はこっちには関係ないがね。なんでも賭博業の連中が三万ドルを献金したので、いまじゃ、どこの小料理屋へいっても、メニューといっしょに競馬新聞を出すんだそうだ」[4]

- 「笑えるな」と私は言った。「ベイ・シティーについて私が知っているのは、そこに行くたびに頭を新しく買い換えなくちゃならないということくらいだ」[5]